# Refuge faunique national de Bitter Creek
 Le Bitter Creek National Wildlife Refuge est situé dans les contreforts de la vallée sud-ouest de San Joaquin dans le comté de Kern, en Californie. Le refuge est l'une des quatre unités du Hopper Mountain National Wildlife Refuge Complex pour les rarissimes Condors de Californie.

## Condors de Californie
Les altitudes sur le refuge varient de 490 à 1430 m. Acheté pour protéger l'habitat de nourriture et de repos du condor de Californie en déclin en 1985, les 57 km² du refuge est le site où le dernier condor femelle sauvage a été piégé en 1986.
Aujourd'hui, les condors réintroduits se nourrissent et se reposent sur le refuge. Le refuge fait partie intégrante des activités de surveillance des condors du Service. Les caractéristiques physiques les plus notables du refuge sont la faille de San Andreas, qui divise le refuge, et le spectaculaire canyon de Bitter Creek.
En juillet 2014, il y avait une population totale de 437 condors vivant dans des sites en Californie, Basse Californie et Arizona. Cela comprend une population sauvage de 232 et une population captive de 205. 68 Condors libres sont gérés par le US Fish & Wildlife Service en Californie du Sud.

## Autres espèces
En plus du condor de Californie, le refuge de Bitter Creek fournit des prairies, des bois de chênes, du maquis chaparral, des pins pignons / genévriers / chênes et des habitats riverains et humides pour le renard nain de San Joaquin en voie de disparition, le renard léopard, le lézard léopard à nez émoussé, le rat-kangourou géant et des espèces préoccupantes pour le gouvernement fédéral, comme le crapaud d'Amérique, le lézard cornu et le carouge tricolore de Californie.

Les autres espèces terrestres du refuge comprennent le coyote, le lynx roux, le puma, le cerf mulet, le pronghorn, le wapiti de Tule et le crotale de l'Ouest. Au total, 119 espèces d'oiseaux ont été recensées dans le refuge, dont 90 espèces migratrices. 

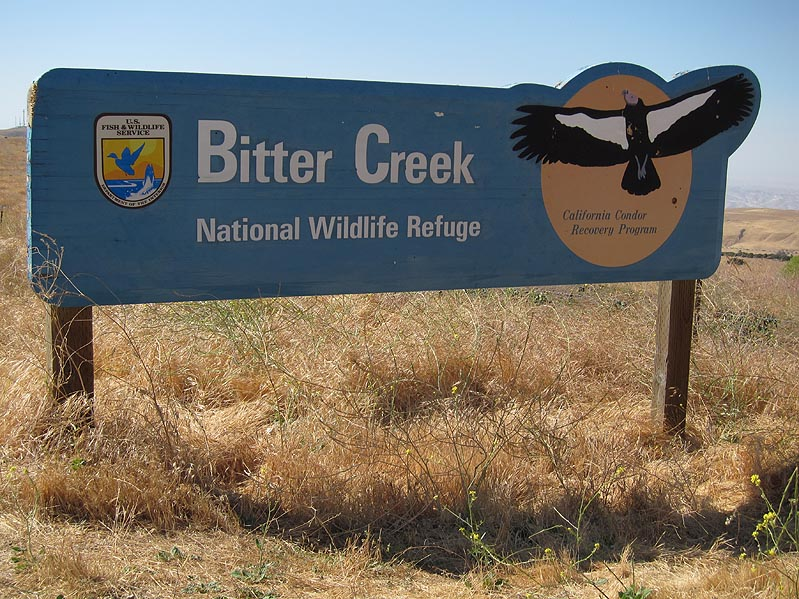
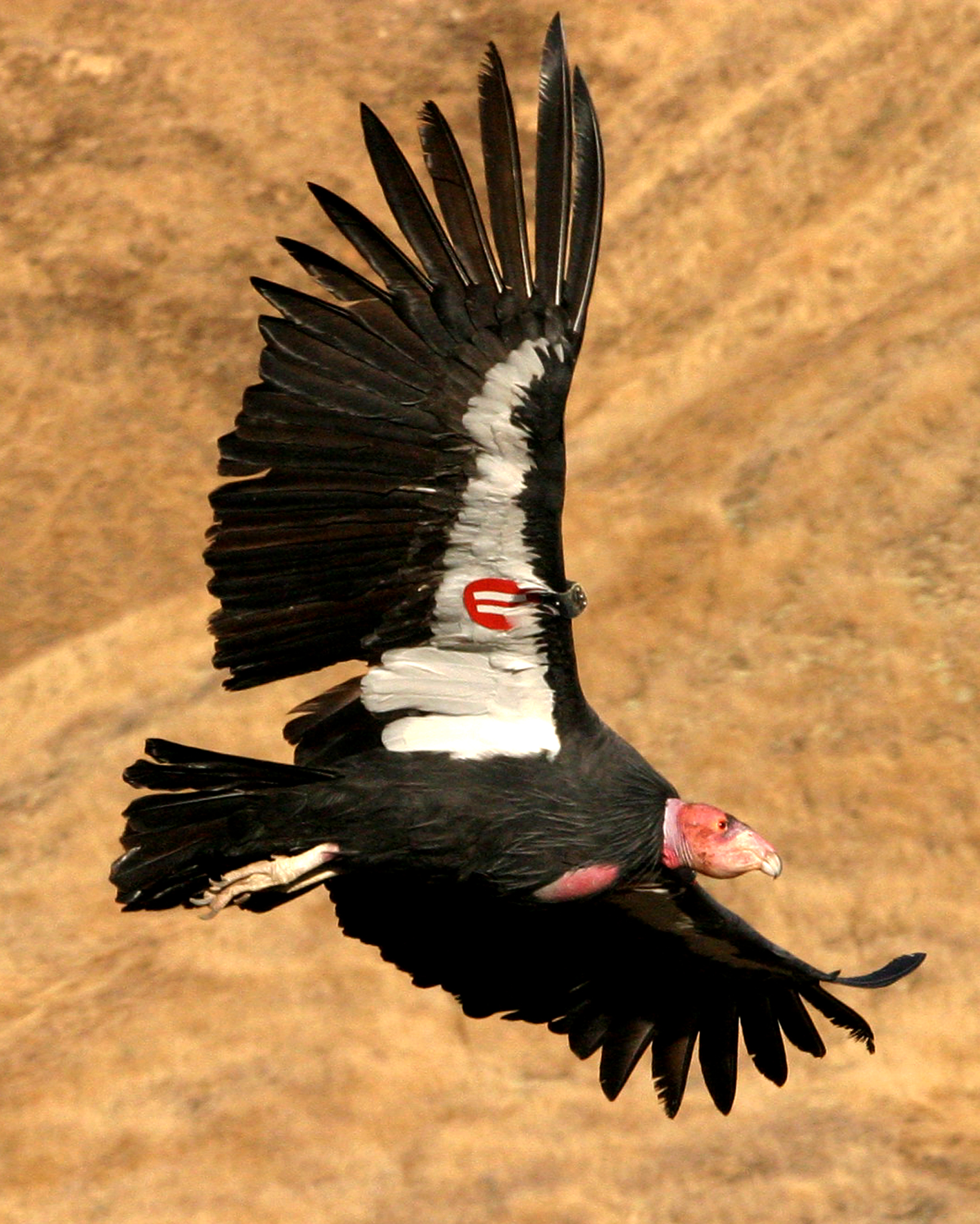
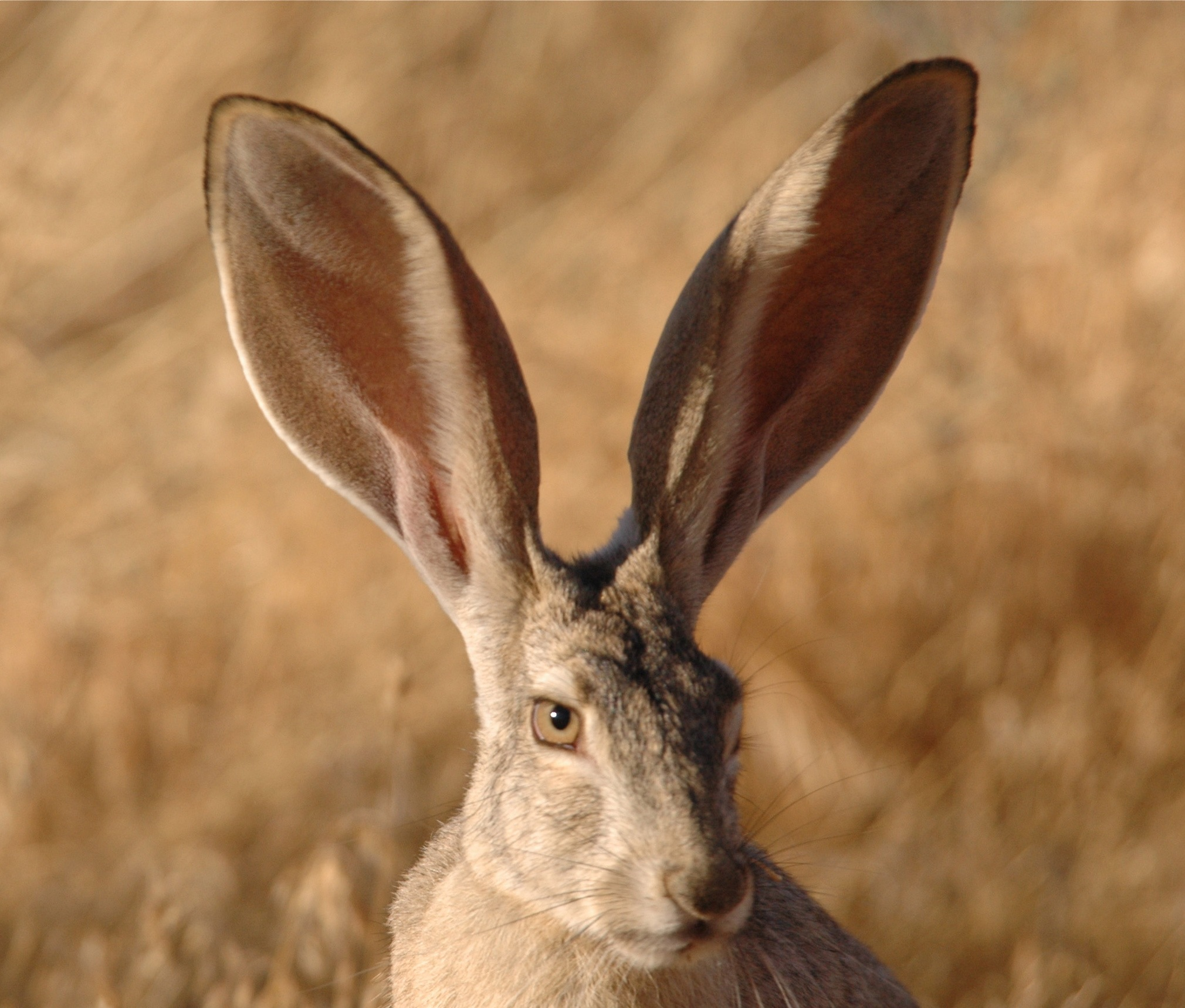
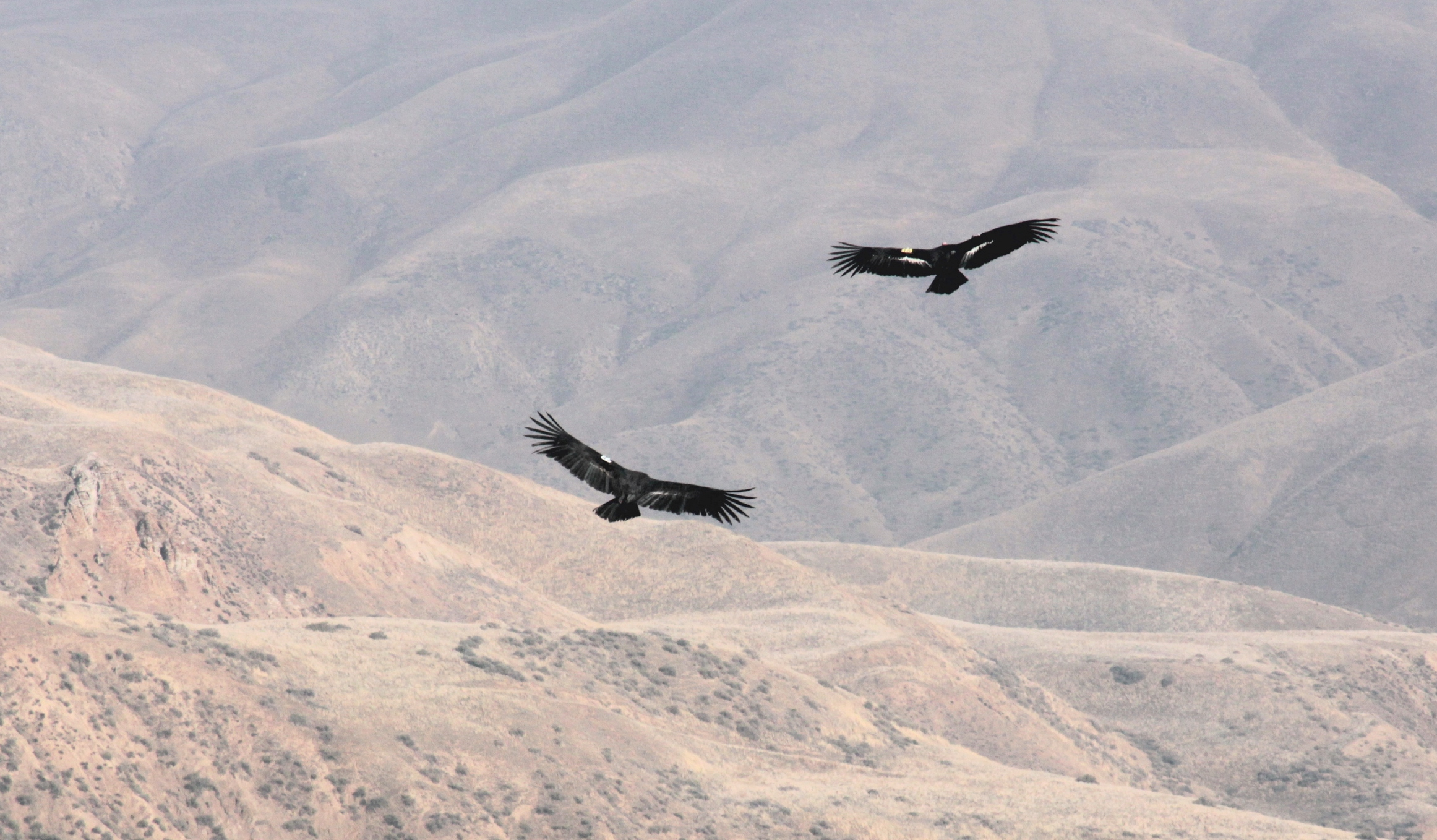